# Зимовник
Зимовник (енгл. Wintersmith), 35. роман из серијала о Дисксвету британског аутора Тери Прачета. Трећи део серијала о младој вештици Тифани Болан.

## Тема
Тифани Болан се придружује журци непозвана – и одједном се дух зиме - Зимовник - заљубљује у њу. Он је обасипа пахуљама и мразовитим ружама; нуди јој круне од леда. Међутим, он жели да она остане у његовом блиставом, залеђеном свету. Заувек. Ако Тифани жели да преживи до пролећа, биће јој потребно много вештине и лукавства, као и помоћ легендарне баке Ведервакс и неуништивог Слободног Народа. А ако Тифани не преживи до пролећа – пролеће неће доћи.